# Dictyosperma album
Dictyosperma album là loài thực vật có hoa thuộc họ Arecaceae. Loài này được (Bory) Scheff. mô tả khoa học đầu tiên năm 1876.

## Hình ảnh

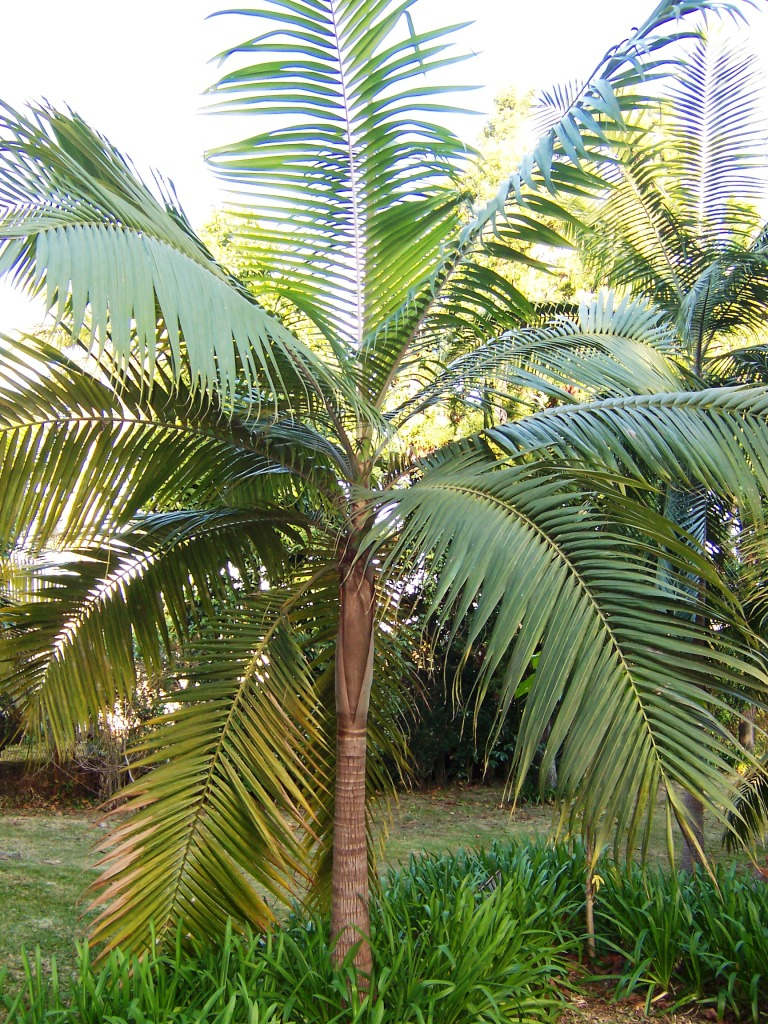
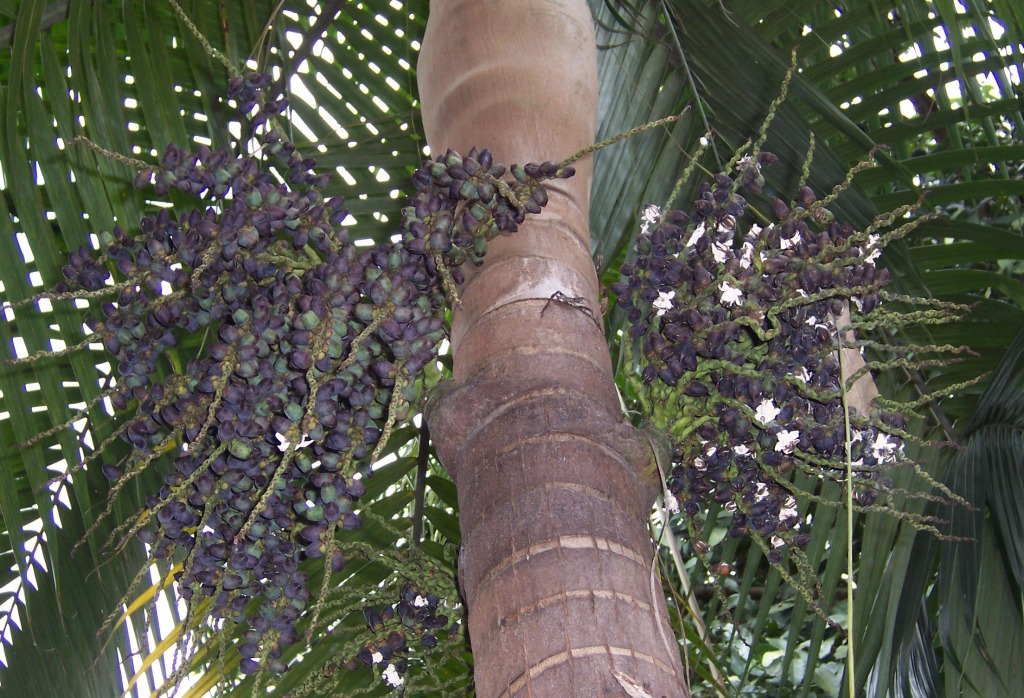
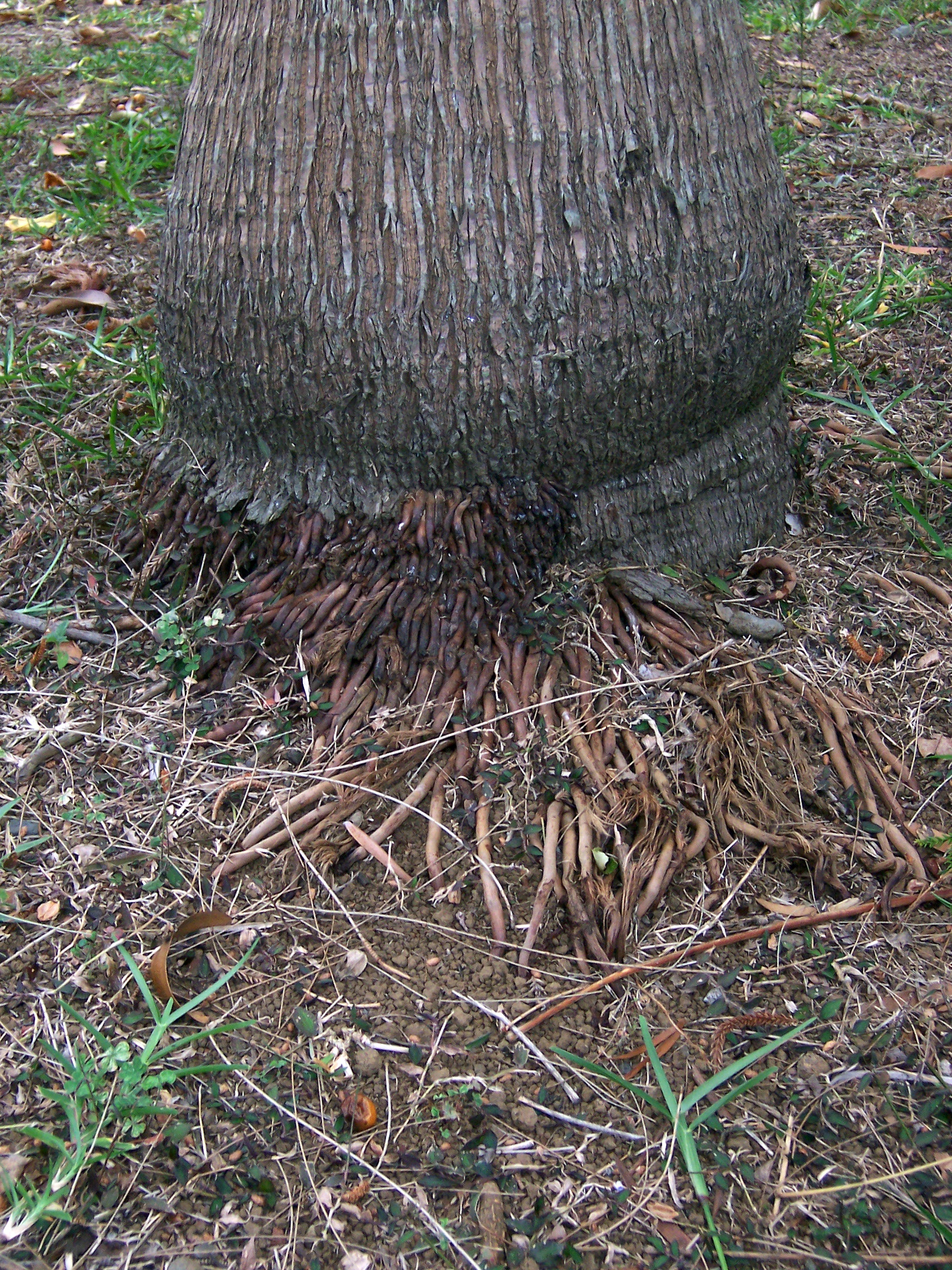
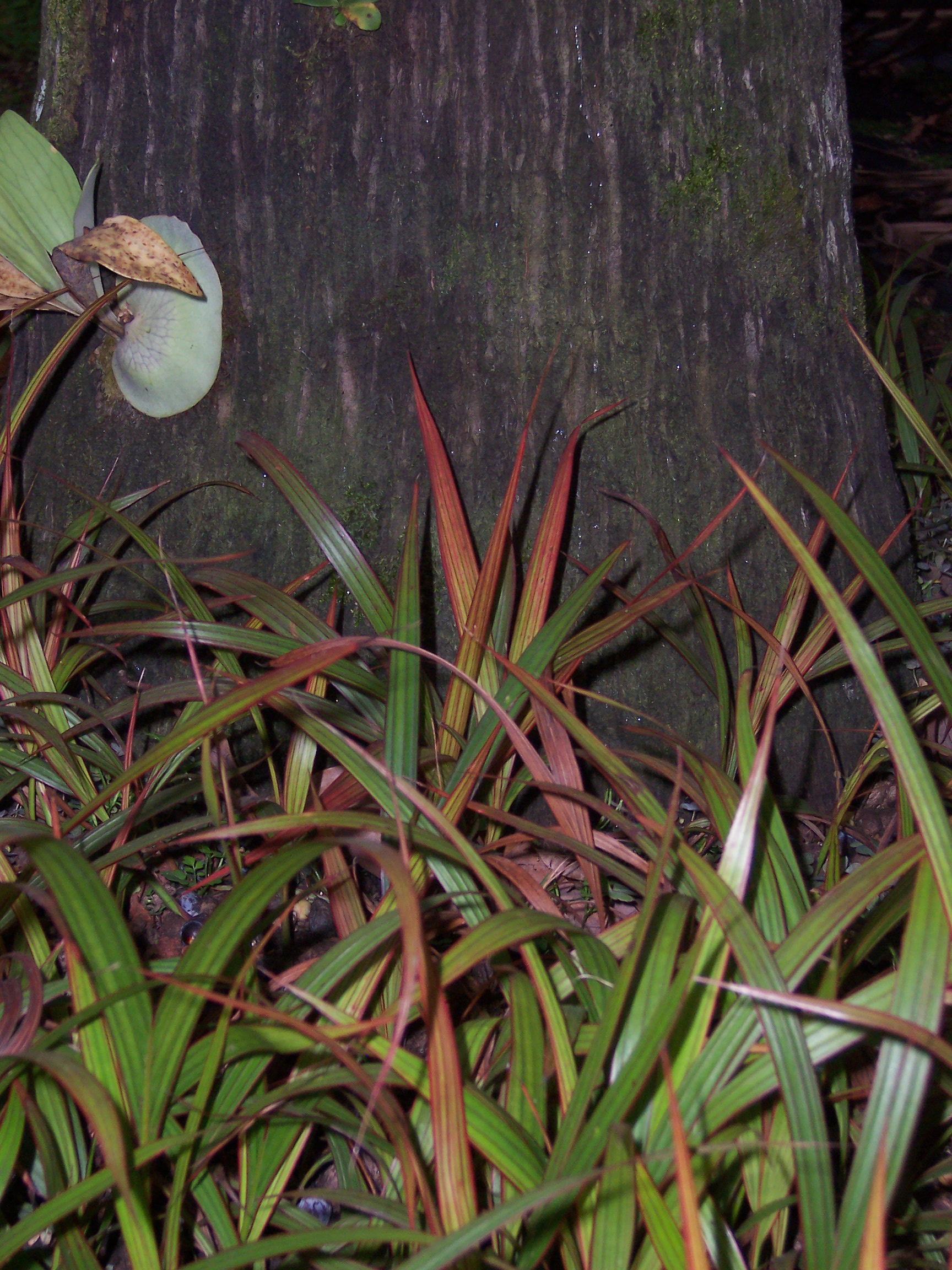